# Joseph Patrick Kennedy II

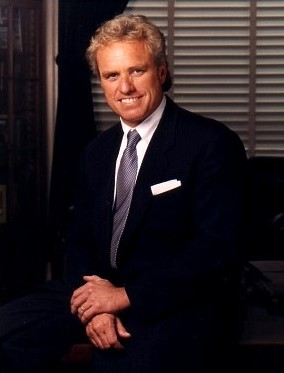
Joseph Patrick Kennedy

Joseph Patrick Kennedy (* 24. September 1952 in Brighton, Massachusetts) ist ein US-amerikanischer Politiker (Demokratische Partei) und Geschäftsmann.

## Leben
Joseph (Joe) Kennedy, der im Bostoner Stadtteil Brighton geboren wurde, ist das zweitälteste Kind und der älteste Sohn unter den elf Kindern des US-Senators Robert F. Kennedy und von dessen Ehefrau Ethel Skakel-Kennedy. Er gründete 1979 die Citizens Energy Corporation, ein Energieunternehmen, das unter anderem Ärmere mit vergünstigtem Heizöl versorgt. Von 1987 bis 1999 war er als Abgeordneter des achten Kongresswahlbezirks von Massachusetts im Repräsentantenhaus in Washington tätig. Sein Sohn Joseph Patrick Kennedy III wurde 2012 in das Repräsentantenhaus gewählt. 
Seit 1999 arbeitet Kennedy wieder in leitender Position bei der Citizens Energy Corporation. In den 2000er Jahren vertrieb er Heizöl aus Venezuela an hunderttausende Menschen in Massachusetts mit niedrigem Einkommen.
Er war als Nachfolger seines an einem Gehirntumor gestorbenen Onkels Edward Kennedy für die Position des Senators von Massachusetts im Bundessenat in Washington im Gespräch, bewarb sich aber nicht um die Nominierung seiner Partei für die Nachwahl. Die Nominierung ging an Martha Coakley, die ihrerseits dem Republikaner Scott Brown unterlag.
2015 wurde Kennedy die Medaille des Ordem de Timor-Leste verliehen.